# Kronprinsessegade
Kronprinsessegade er en gade i Københavns Indre By. Gaden, der er kendt for sin nyklassicistiske arkitektur, løber fra Gothersgade langs med Kongens Have og krydser Sølvgade og Nyboder, før den munder ud i Øster Voldgade nær Østerport Station. Kunstmuseet Davids Samling ligger i nr. 30.

## Historie
Efter at Københavns brand 1795 havde lagt en stor del af Middelalderbyen i ruiner, var der et akut behov for nye boliger. Kronprinsesse Marie Sophie tilskyndede sin mand kronprins Frederik til at frigive en 89 alen (55,8 meter) bred stribe langs den østlige side af Kongens Have til etableringen af en ny gade fra Gothersgade til Sølvgade. Den nye gade blev kaldt for Kronprinsessegade til ære for kronprinsessen. Det passede desuden med, at flere andre gader i området i forvejen havde navne efter royale titler.
Stadsbygmester Peter Meyn (1749–1808) og Jørgen Henrich Rawert (1751–1823) blev sat i spidsen for projektet, der begyndte i 1799. Husrækken langs den østlige side af gaden blev opført i løbet af de næste to årtier. Arkitekten Johan Martin Quist var en store bidragsydere med nr. 6 (1803–1806), 8-10 (1803–1804), 12-14 (1805–1806), 16 (1806–1807) og 18 (1807–1813). Andreas Hallander tegnede nr. 20 (1805–1806, sammen med J.H. Rawert), 22, 24 (1807–1808, sammen med A.C. Wilcken) og Kronprinsessegades Kaserne i nr. 46 (udvidet 1805-1807, sammen med J.H. Rawert).
Peter Meyn fik også til opgave at skabe et hegn til Kongens Have langs med den vestlige side af gaden. Han var netop vendt tilbage fra Paris, hvor han var faldet for broen Pont Neuf med dets gitter, mange små boder og gadelivet omkring dem. Med det som inspiration skabte han et nyt gitter langs kanten af parken med 12 små butikspavilloner, der hver især målte 6 alen på alle leder. De stod færdige i 1806. Til at begynde med blev der blandt andet solgt kager og strømper i pavillonerne. Senere blev de stillet til rådighed for arkitekter og kunstnere fra Det Kongelige Danske Kunstakademi som et form for stipendiat.
Fra 1869 blev dele af Nyboder revet ned, og fra 1870 til 1872 opførte Arbejdernes Byggeforening et område med rækkehuse efter tegninger af Frederik Bøttger. I 1931 blev en ejendom ved Sølvgade revet ned, så Kronprinsessegade kunne forlænges forbi byggeforeningshusene og gennem Nyboder til Øster Voldgade ved Nyboder Skole.

## Kronprinsessegade i dag
Kronprinsessegade er i dag overvejende en fredelig beboelsesgade. På den ældste del af gaden overfor Kongens Have ligger der primært bygninger i nyklassicistisk stil. De er typiske for årtierne efter branden i 1795 og dominerer stadig store dele af Indre By. I nr. 30 ligger kunstmuseet Davids Samling, der rummer kunst og kunsthåndværk fra 1700-tallets Europa, dansk guldalder og nyere dansk kunst samt kunst fra den islamiske verden fra 600-tallet til 1800-tallet. 
Pavillonerne udlejes af Slots- og Ejendomsstyrelsen på toårige kontrakter med mulighed for forlængelse. De skal have en fast åbningstid på mindst 20 timer om ugen. Desuden kræver styrelsen, at de "går i spænd med stedets historie og samtidig sætter den ind i en nutidig ramme, der gør den tilgængelig for et bredt publikum". En større bygning i haven på halvvejen huser restauranten Orangeriet, der fik Michelins Bib Gourmand-mærke i 2011. Lidt længere nord på i nr. 64 ligger Kokkeriet, der tidligere har fået en Michelinstjerne. I nr. 8 på gaden ligger den 1 stjernede Michelin-restaurant, Alouette.
På nr. 36 er der opsat en mindeplade for komponisten C.E.F. Weyse, der boede der fra 1825.

## Populærkultur
Benjamin Jacobsens fiktive barndomserindringer Midt i en klunketid (1955), Bedstemor går igen (1956) og Glade dage i Kronprinsessegade (1979) foregår hos en familie fra det bedre borgerskab i Kronprinsessegade i 1890'erne.